# بخش هاولند (شهرستان ترامپول، اوهایو)
بخش هاولند (به انگلیسی: Howland Township) یک منطقهٔ مسکونی در ایالات متحده آمریکا است که در شهرستان ترامبل، اوهایو واقع شده‌است.
 بخش هاولند ۴۵٫۸ کیلومتر مربع مساحت و ۱۸,۴۱۵ نفر جمعیت دارد و ۲۶۵ متر بالاتر از سطح دریا واقع شده‌است.